# Mevastatina
Mevastatina, conosciuta anche con il nome di Compactina e nella fase sperimentale con la sigla ML-236B, è un composto appartenente alla famiglia delle statine, oggetto di studio negli anni settanta per trattare l'ipercolesterolemia e le condizioni cliniche ad essa associate.

## Storia
Mevastatina fu la prima statina ad essere scoperta grazie allo scienziato Akira Endo ed ai suoi collaboratori nel 1976.

Mevastatina deve essere considerata il precursore di tutte le statine, ma, sebbene sul finire degli anni '70 in Giappone venissero eseguiti diversi trial clinici su un suo possibile utilizzo, la molecola non fu mai commercializzata. La prima statina disponibile e commercializzata come farmaco fu infatti la lovastatina.
Mevastatina, dopo i primi dati incoraggianti sui ratti, venne sperimentata sui cani, riducendo il colesterolo nella misura del 30% al dosaggio di 20 mg/kg e del 44-45% a dosaggi di 100–400 mg/kg al giorno. Nei primi mesi del 1977 il farmaco venne anche sperimentato sulle scimmie per 11 giorni. Anche in questo caso la riduzione del colesterolo plasmatico fu del 21% alla dose di 20 mg/kg e del 36% alla dose di 50 mg/kg.

Il farmaco fu anche sperimentato su alcuni esseri umani. Il primo fu una giovane ragazza giapponese, una diciassettenne che presentava livelli di colesterolo totale superiori a 1000 mg/dl e che manifestava episodi di angina pectoris. I dottori Akira Yamamoto e Akira Endo iniziarono a trattare la ragazza con mevastatina 500 mg al giorno. In due settimane livelli di colesterolo si ridussero del 20% circa ma si registrarono anche incrementi della fosfatasi alcalina, delle transaminasi e debolezza muscolare nella parte prossimale delle estremità. La sperimentazione continuò su volontari sani e su soggetti con iperlipemia. In letteratura furono poi pubblicati altri studi sull'utilizzo del farmaco da solo ed associato a colestiramina.
L'interruzione della sperimentazione di mevastatina sugli esseri umani fu ordinata dalla società farmaceutica Sankyo Pharma, a seguito di alcuni dati, provenienti da sperimentazioni sui cani, che dimostravano come il farmaco, a dosaggi elevati (100 o 200 mg/kg), causasse tumori intestinali.

Sankyo Pharma non rinunciò comunque a sperimentare sulle statine, e la prima molecola che commercializzò fu la pravastatina, un metabolita della mevastatina.
Si deve infine ricordare che un gruppo di studiosi inglesi, sempre nel 1976, isolò la medesima molecola dal fungo  Penicillium brevicompactum, e le diede il nome di compactina. In questo studio gli scienziati britannici menzionavano le proprietà antifungine della molecola senza fare alcun riferimento alla capacità di inibizione dell'enzima HMG-CoA reduttasi.

## Farmacodinamica
Mevastatina fa parte della famiglia delle statine (o vastatine), e come queste ha un'azione di inibizione selettiva e competitiva dell'enzima HMG-CoA reduttasi (3-idrossi-3-metiglutaril coenzima A reduttasi).
Questo enzima è deputato alla conversione di 3-idrossi-3-metilglutaril coenzima A in mevalonato. Questa conversione è una reazione precoce e limitante la biosintesi del colesterolo di cui mevalonato è un precursore fondamentale.

## Usi clinici
Come già detto il farmaco non venne mai commercializzato ma nelle prime sperimentazioni sull'essere umano ne fu valutato il possibile impiego nelle diverse forme di ipercolesterolemia.

## Effetti collaterali ed indesiderati
Nella fase sperimentale sull'essere umano vennero messi in evidenza alcuni degli effetti avversi tipici delle statine ed in particolare cefalea, vertigini, nausea, debolezza muscolare.